# علم بيئة النظم البيئية

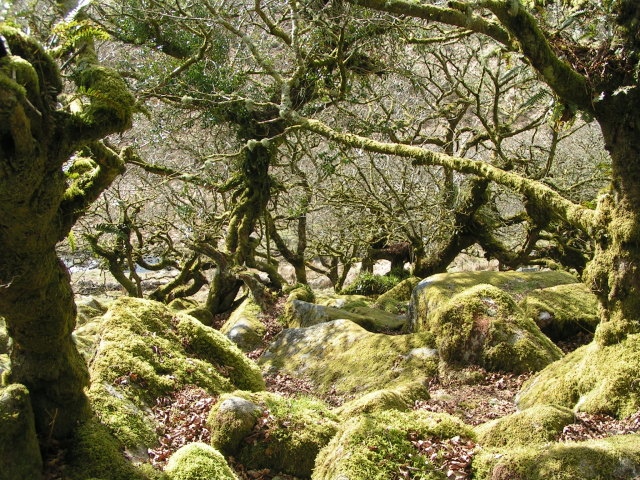
منظر لغابة ويستمان مع نهر دارت يتدفق بالقرب منها، يمكنك تمييزه بالكاد خلف الأشجار

علم بيئة النظم البيئية هو دراسة متكاملة للمكونات الحية وغير الحية في النظم البيئية وتفاعلاتها ضمن إطار النظام البيئي. يبحث هذا العلم في كيفية عمل النظم البيئية رابطًا ذلك بمكوناتها مثل المواد الكيميائية، والصخر الأساس (الأم)، والتربة، والنباتات، والحيوانات.
يبحث علم بيئة النظم البيئية في البنى الفيزيائية والبيولوجية ويدرس كيفية تفاعل خصائص هذه النظم البيئية مع بعضها البعض. يساعدنا هذا في النهاية على فهم كيفية الحفاظ على مياه ذات جودة عالية وإنتاج سلع مجدية اقتصاديًا. ينصب اهتمام علم بيئة النظم البيئية على العمليات الوظيفية والآليات البيئية التي تحافظ على بنية النظم البيئية والخدمات التي تقدمها. يتضمن ذلك الإنتاج الأولي (إنتاج الكتلة الحيوية)، وعمليات التحلل، والتفاعلات الغذائية.
طورت دراسات وظائف النظم البيئية بشكل كبير فهم البشر للإنتاج المستدام للعلف والألياف والوقود وتوفير المياه. يلعب كل من المناخ والاضطرابات البيئية والإدارة على المستويات الإقليمية وحتى المحلية دور الوسيط في تلك العمليات الوظيفية. وهكذا توفر النظم البيئية إطارًا قويًا لتحديد الآليات البيئية التي تتفاعل مع المشكلات البيئية العالمية، وبشكل خاص الاحتباس الحراري وتردي نوعية
يوضح هذا المثال العديد من الجوانب المهمة للنظم البيئية:
1. حدود النظام البيئي غير واضحة وقد تتذبذب مع الوقت.
2. تعتمد الكائنات الحية ضمن النظم البيئية على العمليات الحيوية والفيزيائية على مستوى النظام البيئي.
3. تتفاعل النظم البيئية المجاورة بشكل وثيق وغالبًا ما تكون مترابطة للحفاظ على بنية المجتمع والعمليات الوظيفية التي تحافظ بدورها على الإنتاجية والتنوع الحيوي.

تطرح هذه الخصائص أيضًا مشكلات عملية في مجال إدارة الموارد الطبيعية. من سيدير نظامًا بيئيًا معينًا؟ هل سيؤدي قطع الأخشاب في الغابة إلى تدهور صيد الأسماك الترفيهي في النهر؟ يصعب على مديري الأراضي معالجة هذه الأسئلة، بينما تظل الحدود بين النظم البيئية غير واضحة؛ على الرغم من أن القرارات في نظام بيئي معين سوف تؤثر على نظام بيئي آخر. نحن نحتاج إلى فهم أفضل للتفاعلات والتداخلات بين تلك النظم البيئية والعمليات التي تحافظ عليها قبل أن نتمكن من معالجة تلك الأسئلة.
علم بيئة النظم البيئية هو مجال دراسة متعدد الاختصاصات بطبيعته. يتألف النظام البيئي من جماعات كائنات حية تتفاعل ضمن المجتمع الحيوي، وتساهم في دورات العناصر وتدفق الطاقة. النظام الحيوي هو الوحدة الرئيسية لدراسة علم بيئة النظم الحيوية.
يوفر علم بيئة الجماعات والمجتمع الحيوي وعلم البيئة الفيزيولوجية العديد من الآليات البيولوجية الأساسية التي تؤثر على النظم البيئية والعمليات التي تحافظ عليها. يدرس علم بيئة النظم البيئية غالبًا تدفق الطاقة ودورات العناصر على مستوى النظام البيئي، ولكن يُعرَف هذا العلم ككل تبعًا للموضوع أكثر من المقياس. يتعامل علم بيئة النظام البيئي مع الكائنات الحية والمكونات غير الحية من طاقة وعناصر على أنها نظام متكامل وهذا ما يميزه عن العلوم المرتبطة به مثل البيوجيوكيمياء.
تركز البيوجيوكيمياء والهيدرولوجيا على العديد من العمليات الأساسية ضمن النظام البيئي مثل دورة العناصر الكيميائية التي تتوسطها العمليات الحيوية والمكونات الفيزيائية والحيوية ضمن دورة الماء في الطبيعة.
يشكل علم بيئة النظم البيئية الأساس الآلي للعمليات الإقليمية أو العالمية التي تشمل هيدرولوجيا المناظر الطبيعية إلى الهيدرولوجيا الإقليمية، والبيوجيوكيمياء، وعلم نظام الأرض.

## خدمات النظام البيئي
خدمات النظام البيئي هي عمليات وظيفية بيئية ضرورية للمحافظة على مجتمعات بشرية سليمة. ومن الأمثلة على خدمات النظام البيئي الضرورية للصحة العامة توفير المياه وتصفيتها، إنتاج الكتلة الحية في الغابات والزراعة والمسامك، والتخلص من غازات الدفيئة مثل ثاني أوكسيد الكربون من الغلاف الجوي. تُعد دورة العناصر عملية أساسية بالنسبة للإنتاج الزراعي والحراجي.
مع ذلك، مثل معظم العمليات في النظام البيئي، دورة العناصر ليست سمة من سمات النظام البيئي التي يمكن أن ترقى لتحقق أعلى المستويات المرغوبة. زيادة الإنتاج في النظم المتدهورة هو حل مبالغ في بساطته للمشاكل المعقدة المتمثلة بالجوع والأمن الاقتصادي. كمثال على ذلك، أدى الاستخدام المكثف للمخصبات في الغرب الأوسط للولايات المتحدة إلى تراجع المسامك في خليج المكسيك. بشكل مؤسف، أوصت «الثورة الخضراء» بالاستخدام المكثف للأسمدة الكيميائية في الزراعة في البلدان المتقدمة والنامية. تهدد هذه الاستراتيجيات بتغيير عمليات النظام البيئي التي قد يكون من الصعب إعادتها إلى ما كانت عليه، وبشكل خاص عند تطبيقها على نطاقات واسعة دون إجراءات تقييم مناسبة لتأثيراتها. قد تستغرق عمليات النظام البيئي عدة سنوات لتتعافى من الاضطرابات الكبيرة.
على سبيل المثال، أدت إزالة الغابات على نطاق واسع في شمال شرق الولايات المتحدة خلال القرنين الثامن عشر والتاسع عشر إلى تغيير بنية التربة والنباتات السائدة ودورات العناصر في الطبيعة بطرق تؤثر على إنتاجية الغابات في الوقت الحاضر. هناك حاجة إلى تقدير أهمية وظيفة النظام البيئي في الحفاظ على الإنتاجية، سواءً في الزراعة أو في الغابات، بالاقتران مع خطط إعادة العمليات الأساسية إلى ما كانت عليه. ستساعد المعرفة الأفضل بوظيفة النظام البيئي في تحقيق الاستدامة والاستقرار على المدى الطويل في أفقر أجزاء العالم.

## العمليات
يعد إنتاج الكتلة الحيوية إحدى وظائف النظام البيئي الأبرز والأهم اقتصاديًا. يبدأ تراكم الكتلة الحيوية على مستوى الخلية عن طريق التمثيل الضوئي. يتطلب التمثيل الضوئي ماءً، وبالتالي ترتبط الأنماط العالمية للإنتاج السنوي للكتلة الحية بالهطول المطري السنوي. تعتمد كمية الإنتاجية أيضًا على القدرة الإجمالية لدى النباتات في التقاط ضوء الشمس الذي يرتبط بشكل مباشر مع مساحة سطح الورقة ومحتواها من عنصر الآزوت.
يُعد صافي الإنتاج الأولي (NPP) المقياس الأساسي لتراكم الكتلة الحيوية في نظام بيئي ما. يمكن حساب صافي الإنتاج الأولي باستخدام معادلة بسيطة يطرح فيها إجمالي الفقد في الإنتاجية (أثناء الحفاظ على العمليات البيولوجية) من إجمالي كمية الإنتاج:
NPP = GPP – Rproducer
حيث GPP هي إجمالي الإنتاج الأولي وRproducer نواتج التمثيل الضوئي (الكربون) المفقود عن طريق التنفس الخلوي.
يصعب قياس صافي الإنتاج الأولي ولكن هناك تقنية جديدة تعرف باسم «تباين إيدي» سلطت الضوء على كيفية تأثير النظم البيئية على الغلاف الجوي. يظهر الشكل 4 التغيرات الموسمية والسنوية لتركيز غاز ثاني أكسيد الكربون التي قيسَت في ماونا لوا (هاواي) بين عامي 1987 و1990. تزداد تراكيز ثاني أكسيد الكربون بشكل ثابت، ولكن كانت الاختلافات خلال السنة أكبر من الزيادة السنوية منذ بداية القياس في عام 1957.
يُعتقد أن سبب هذه الاختلافات يعود إلى التغير الموسمي في معدلات امتصاص النباتات لغاز ثاني أكسيد الكربون خلال أشهر الصيف. أثبتت تقنية جديدة لقياس صافي الإنتاج الأولي في النظام البيئي أن سبب الاختلافات الموسمية هو التغير الموسمي في معدل امتصاص غاز ثاني أكسيد الكربون من قبل النباتات. قاد ذلك العديد من العلماء وصانعي السياسات إلى التكهن بأنه يمكن إدارة النظم البيئية لتخفيف مشكلات الاحتباس الحراري. قد يشمل هذا النوع من الإدارة إعادة التشجير أو تعديل جدول حصاد الغابات في أجزاء كثيرة من العالم.